# 柯理培
柯理培(Charles L. Culpepper, 1895-1986)，宣教士、牧師、神學院院長。

## 成長背景
1895年3月10日出生於美國德州的拉瓦卡郡(Lavaca)先樂鎮（Shiner）的農場家庭，父親是浸禮會的會友，第一任妻子，因生第十三個孩子時難產而過世，再娶柯理培的母親，家中共有二十一個孩子，柯理培是排行第十九。祖父為記念昔日服役時的長官李查理(Charles Lee)，所以將他的名字取為查理，希望他長大也能為這名字帶來榮耀。當柯理培七歲時，父親因中風過世，享年七十五歲。也在那一年，他們舉家遷至威爾遜郡（Wilson）。

## 蒙召
柯理培高中畢業後，在聖安東尼奧的卓漢商業技術專科（Droughan's Business College of San Antonio）就讀六個月，學習了簿記、速記、打字等，就到銀行擔任記帳員。工作兩年後，上帝的呼召臨到他，要他去傳福音，但他自認學識不足，只能在教會忠心服事。可是他知道這並不是上帝的心意，也為此常使他晚上無法安然入睡，直到自已完全順服上帝的心意，告訴牧師及全教會會眾，上帝對他的呼召。
1916年1月柯理培進入貝勒大學就學，是為了預備畢業後，繼續到神學院接受裝備訓練。在貝勒大學求學期間，因逢第一次世界大戰而休學從軍，投效海軍，在服役中，一次大流行性感冒，使他得了很嚴重的肺炎，在醫院中，與他同病房的另外兩位同樣症狀的現役軍人，在第三天都過世了，醫護人員也對當時在昏迷狀態中的柯理培不表樂觀。有一晚，柯理培突然在病房裏看到了樂園，且清醒地感受到耶穌的同在，原以為是耶穌要帶他離開世界到樂園去，結果是耶穌要他去傳福音，柯理培想著，他都快死了，怎能去呢？除非耶穌這次能救他，使他完全康復，他將一生為耶穌效命。結果柯理培真的完全的痊癒，所以決定立志終身為耶穌傳福音。

## 裝備
1919年8月柯理培完成貝勒大學學業，當年9月19日與妻子藕蓮結婚，隨後進入西南浸信會神學院就讀，神學院第二年夏天，大兒子少培出生。在神學院就讀時期，柯理培受到從中國回來的宣教士郭維弼博士(Dr. W. B. Glass)影響，使柯理培有了想去中國宣教的意念。於是在1923年4月向美南浸信會聯會海外傳道部提出海外宣教申請，因當年有七十五人申請接受差派，超出原訂計劃，預算不足以供應，經美南浸信會聯會在堪薩斯城開會，分享經費不足的問題，邀請眾教會能為此奉獻，直到會議結束，所收到的奉獻，足以差派九十二位宣教士到國外宣教的經費。

## 宣教啟程
1923年7月柯理培帶著妻子藕蓮及兒子，由聯會海外傳道部差派至海外宣教，首站來到日本，便遇到關東大地震，因地震所形成海潚，差點使船沈沒，眼見港口海裏漂著浮屍，岸上有些的房子冒火燃燒著，在日本短暫停留後，便繼續往中國出發。

### 中國內地
1923年9月船抵達長江口，從上海登陸後，便輾轉到了華北的萊州府(今日的掖縣)，開始中國的宣教事奉。在華北宣教期間，柯理培所屬差會的福音站，除了在萊州府及附近教會協助福音事工外，並成立了許多初中、高中甚至專科的學校，幫助信徒的孩子良好品格的建立，黃縣最大的福音站，有一所由高中所發展成的專科學校，學生人數有多達二、三千名。柯理培的妻子藕蓮，則負責一所約有五十位孩童的孤兒院的工作。1927年柯理培來到黃縣一同參於學校的校務工作。
1927至1941年中日戰爭期間，在中國的宣教工作受阻，柯理培也因受日軍軟禁達八個月後，於1942年被日軍遣返回美國，返美後的柯理培，又重返母校西南神學院修讀博士，1945年取得神學博士（Th.D）學位，論文為《中文裡「罪」的意義》。之後不久，因戰事需要，柯理培受美國政府徵召，負責與中國政府的聯絡工作，當年，柯理培以軍事任務又回到中國。1946年柯理培參於上海神學院的創校工作，當年並開始招生，直到1949年共產黨佔據上海，而使宣教工作轉往香港及台灣發展。

### 台灣
台灣最早的宣教工作於1947年開始，在台灣的宣教士們因教會缺少牧師，需要設立神學院，1952年柯理培受邀參於台灣浸信會神學院之創辦任務，在台北市中山北路，找到一處兩棟三層樓房為校宿，開始在台訓練傳道人工作，由柯理培擔任院長。後來因周圍酒吧、舞廳及夜總會林立，環境不適的情況下，希望另外找尋一另適合的校地，1957年在台北南東山坡邊境，找到了一處憂静的地方(即現址台北市吳興街394巷1號)，1958年遷校至今。

## 終末
柯理培一生在中國、台灣獻身傳道長達四十多年（1923～1965），先後在山東、上海、台灣擔任神學院院長，栽培眾多華人牧者，其子柯少培也在台灣浸信會神學院服事多年，兩代同行，留下美好典範。
1965年，年滿七十歲的柯理培，依差會規定退休，退休期間任到處分享個人宣教所見所聞，並將其經歷收集在自己的著作《山東大復興》當中，1986年柯理培以享年九十一歲離世，他一生影響人無數，1998年，中華民國政府為表揚他，四十幾年來對中國人的服務精神，由內政部追贈雲麾勳章，以表達感謝之意。

## 特殊經歷

### 山東大復興
發生於1927-1937年之間，中國華北山東省的大復興，有被統稱為中國教會的大復興；在當時艱困的環境，中國信徒在禱告與讀經中經歷上帝的帶領，走過苦難的日子，並有人為持守信仰而因此殉道，這些真實的事蹟，透過正在中國宣教期間的柯理培親身感受，將它記載下來成書《山東大復興》，成為今日教會的反省及努力奮進的力量。
1. 1 2  Culpepper, Charles L. . 浸信會出版社. 2012: 251.
2. ↑  . 宇宙光全人關懷網. 2022-06-15  [2022-06-17]. （原始内容存档于2022-06-21）.
3. ↑  . 基督徒歷代豐富網. 2022-06-15  [2022-06-17]. （原始内容存档于2022-06-30）.